# Udligningsreformen
Udligningsreformen er en diskuteret ændring af den kommunale udligning.
Udligningsreformen var under debat i 2012, og en ny udligningsaftale betød at 400 millioner kroner mere flyttes fra rige kommuner til fattige kommuner. Kommuner som København, Odense, Gentofte og Aarhus skal hver betale over 50 millioner kroner, mens Lolland, Bornholm og Guldborgsund hver vinder over 40 millioner kroner.